# The Mosquito Coast
Ne doit pas être confondu avec Mosquito Coast.
The Mosquito Coast ou Le Royaume des moustiques au Québec est une série télévisée dramatique américaine en 17 épisodes d'environ 47 minutes développée par Neil Cross et Tom Bissell, basée sur le livre du même titre de Paul Theroux, et diffusée entre le 30 avril 2021 et le 6 janvier 2023 sur Apple TV+.

## Synopsis
Allie Fox est un inventeur américain idéaliste incompris qui croule sous les dettes. Accusé d'un crime, il abandonne alors tout et fuit les États-Unis avec sa femme et ses deux enfants. Désormais en cavale, la famille hors-la-loi risque tout pour échapper au gouvernement et s'aventure au-delà des frontières, plus précisément vers l'Amérique latine, où un autre danger les attend.

## Distribution

### Acteurs principaux
- Justin Theroux (VF : Thibaut Lacour) : Allie Fox
- Melissa George (VF : Audrey Sourdive) : Margot Fox
- Logan Polish (VF : Maryne Bertieaux) : Dina Fox
- Gabriel Bateman (VF : Enzo Ratsito (saison 1) puis Esteban Oertli (saison 2)) : Charlie Fox
- Ian Hart (VF : Vincent Violette) : William Lee

### Acteurs récurrents

#### Saison 1
- Kimberly Elise (VF : Annie Milon) : l'agent Estelle Jones
- James LeGros (VF : Emmanuel Gradi) : l'agent Don Voorhees
- Scotty Tovar (VF : Emmanuel Garijo) : Chuy Padilla
- Ofelia Medina (VF : Frédérique Cantrel) : Lucrecia

#### Saison 2
- Matt McCoy : JJ Raban
- Mike Ostroski : Ridley
- Alejandro Akara : Adolfo
- Reed Diamond : Carter Albrecht
- Cosima Cabrera : Andrea Bautista

## Production

### Développement
La série a officiellement reçu son feu vert le 16 septembre 2019, avec Neil Cross en tant que créateur et showrunner et Rupert Wyatt réalisant notamment les deux premiers épisodes et produisant la série.
La série est renouvelée pour une seconde saison le 2 juin 2021.
Le 20 janvier 2023, il est annoncé qu'Apple TV+ a décidé de ne pas renouveler la série pour une troisième saison.

### Attribution des rôles
Parallèlement à l'annonce, Justin Theroux (un neveu de Paul Theroux) est évoqué pour jouer le rôle du personnage principal.
Le 4 novembre 2019, il a été annoncé que Melissa George, Gabriel Bateman et Logan Polish avaient rejoint le développement la série, notamment pour jouer les autres membres de la famille Fox.
Kimberly Elise a quant à elle rejoint le projet le 19 novembre 2019.

### Tournage
Le tournage de la série a commencé en mars 2020 à Mexico mais a dû être annulé en raison de la pandémie de Covid-19.
La série a repris le tournage d'octobre à décembre 2020 à Guadalajara, Zapopan et Puerto Vallarta. À la mi-décembre, la série a été tournée sur la Riviera Nayarit.
Le 1er février 2021, dans une interview avec son cousin Louis Theroux, Justin Theroux a révélé qu'il tournait à Guadalajara.

## Épisodes

### Saison 1 (2021)
| no | Titre français          | Titre original                  | Réalisé par       | Écrit par                          | Durée      | Date de sortie |
| -- | ----------------------- | ------------------------------- | ----------------- | ---------------------------------- | ---------- | -------------- |
| 1  | Disparition             | Light Out                       | Rupert Wyatt      | Neil Cross et Tom Bissell          | 57 minutes | 30 avril 2021  |
| 2  | Renards et coyotes      | Foxes and coyotes               | Rupert Wyatt      | Neil Cross                         | 55 minutes | 30 avril 2021  |
| 3  | Au milieu de nulle part | Everybody Knows This Is Nowhere | Jeremy Podeswa    | Neil Cross et Ian Scott McCullough | 47 minutes | 7 mai 2021     |
| 4  | Arrêt de bus            | Bus Stop                        | Natalia Beristain | Michael D. Fuller                  | 53 minutes | 14 mai 2021    |
| 5  | Elvis, Jésus, Coca Cola | Elvis, Jesus, Coca Cola         | Tinge Krishnan    | Anya Leta                          | 49 minutes | 21 mai 2021    |
| 6  | Calaca                  | Calaca                          | Natalia Beristain | Emmy Grinwis                       | 42 minutes | 28 mai 2021    |
| 7  | La Fuite                | The Glass Sandwich              | Clare Kilner      | Gideon Yago                        | 56 minutes | 4 juin 2021    |

### Saison 2 (2022)
La série est renouvelée pour une seconde saison deux jours avant la fin de diffusion de la saison 1, le 2 juin 2021,.
| no | Titre français                          | Titre original                | Réalisé par     | Écrit par                                                                        | Durée      | Date de sortie   |
| -- | --------------------------------------- | ----------------------------- | --------------- | -------------------------------------------------------------------------------- | ---------- | ---------------- |
| 1  | Les Dommages causés                     | The Damage Done               | Stefan Schwartz | Emmy Grinwis                                                                     | 46 minutes | 4 novembre 2022  |
| 2  | Espèces de préoccupation mineure        | Least Concern Species         | Stefan Schwartz | Ian Scott McCullough                                                             | 47 minutes | 11 novembre 2022 |
| 3  | Risque d'orage                          | Talk About the Weather        | Metin Hüseyin   | George Cornelius                                                                 | 46 minutes | 18 novembre 2022 |
| 4  | Un Chiffon, un Os, une Mèche de cheveux | A Rag, a Bone, a Hank of Hair | Metin Hüseyin   | Anya Leta et Ian Scott McCullough                                                | 40 minutes | 23 novembre 2022 |
| 5  | Optiques positives                      | Positive, Front-facing Optics | Alonso Alvarez  | Evan Katz (en)                                                                   | 39 minutes | 2 décembre 2022  |
| 6  | La Tête de chèvre                       | Goat Head Taco                | Alonso Alvarez  | Natasha Ybarra-Klor, Mark V. Olsen (en) et Will Scheffer (en)                    | 39 minutes | 9 décembre 2022  |
| 7  | Brûler Judas                            | The Burning of Judas          | Marisol Adler   | Ian Scott McCullough, Mark V. Olsen et Will Scheffer                             | 45 minutes | 16 décembre 2022 |
| 8  | Totems morts                            | Dead Totems                   | Marisol Adler   | Ann Cherkis, Alyson Feltes, Evan Katz, Mark V. Olsen et Will Scheffer            | 48 minutes | 23 décembre 2022 |
| 9  | Les Faux-Monnayeurs                     | The Counterfeiters            | Metin Hüseyin   | Ann Cherkis, Alyson Feltes, Ian Scott McCullough, Mark V. Olsen et Will Scheffer | 48 minutes | 30 décembre 2022 |
| 10 | Oraison funèbre                         | Eulogy                        | Metin Hüseyin   | Ann Cherkis, Alyson Feltes, Evan Katz, Mark V. Olsen et Will Scheffer            | 42 minutes | 6 janvier 2023   |